# Gymnophthalmus cryptus
Gymnophthalmus cryptus là một loài thằn lằn trong họ Gymnophthalmidae. Loài này được Hoogmoed, Cole & Ayarzaguena miêu tả khoa học đầu tiên năm 1992.